# Kursunkangas
Kursunkangas är ett naturreservat i Pajala kommun i Norrbottens län.
Området är naturskyddat sedan 1997 och är 0,7 kvadratkilometer stort. Reservatet omfattar en dalgång med en bäck och liten tjärn i norr. Reservatet består av tallskog och i botten av dalen gransumpskog. 